# Lasló Borbély
Lasló Borbély, romunsko-madžarski politik, * 26. marec 1954, Târgu Mureș, Romunija. 
Kot član Demokratične zveze Madžarov v Romuniji je bil v letih 1990–1996 in 2000–2016 poslanec Poslanske zbornice Romunije, v vmesnem času pa tudi minister za okolje in minister za regionalni razvoj, javna dela in stanovanja v dveh romunskih vladah.